# جيرترود مايسنر
جيرترود مايسنر (بالألمانية: Gertrud Meißner)‏ هي طبيبة ألمانية، ولدت في 16 أبريل 1895 في Wolin (town) ‏ في بولندا، وتوفيت في 20 نوفمبر 1985 في Borstel, Schleswig-Holstein ‏ في ألمانيا.